# Nelo subobscura
Nelo subobscura är en fjärilsart som beskrevs av Thierry-mieg 1910. Nelo subobscura ingår i släktet Nelo och familjen mätare. Inga underarter finns listade i Catalogue of Life.